# IC 3007
IC 3007 ist eine elliptische Galaxie vom Hubble-Typ E3 im Sternbild Haar der Berenike am Nordsternhimmel. Sie ist schätzungsweise 304 Millionen Lichtjahre von der Milchstraße entfernt.
Entdeckt wurde das Objekt am 26. Mai 1903 von Stéphane Javelle.